# Ховард, Арлисс
Лесли Ричард «Арлисс» Ховард (род. 18 октября 1954 года, Индепенденс, шт. Миссури, США) — американский актёр, писатель и режиссёр.

## Ранняя жизнь и образование
Ховард родился в Индепенденсе, штат Миссури, у него есть сестра Джой Ховард и два младших брата, Джим Ховард (р. 1956) и Кип Ховард. Окончил среднюю школу Трумэна и Колумбийский колледж в Колумбии, штат Миссури.

## Карьера
Ховард начал свою карьеру с выдающихся ролей в фильмах Natural Born Killers, Full Metal Jacket и Ruby. В фильме «Пока смерть не разлучит нас» (1992) он изобразил автора и адвоката Винсента Баглиози, который руководил судебным преследованием по делу об убийстве в Тейт-ЛаБьянке. В 1997 году он снялся в продолжении «Парка юрского периода» «Затерянный мир: парк юрского периода» в роли племянника Хаммонда Питера Ладлоу, алчного и беспринципного бизнесмена.
Говард имел постоянную роль в еженедельном сериале CBS Medium и снял несколько эпизодов. Он также снялся в главных ролях и снял фильмы «Большая плохая любовь» и «Рассвет Анна», оба написанные в соавторстве с Джеймсом Ховардом, его братом. Его жена, Дебра Вингер, снялась в обоих фильмах. В 2010 году он сыграл Кейла Инграма, добродушного двуличного наблюдателя в американском разведывательном агентстве, в сериале «Рубикон», который был отменен AMC после 13 эпизодов. Говард появился в 2011 году в Moneyball.
Ховард сыграл множество ролей в театре, в том числе роль в возрожденном спектакле «Joe Turner’s Come and Gone» Августа Уилсона в 2009 году на Бродвее. Он снялся в нескольких постановках в Американском репертуарном театре (АРТ) в Кембридже, штат Массачусетс, в том числе в спектакле Паулы Фогель «Как я научился водить» вместе со своей женой Деброй Вингер и «В джунглях городов» Бертольта Брехта режиссера Роберта Вудраффа. Его также играл роль Астрова в пьесе Чехова «Дядя Ваня» и роль Иванова в пьесе «Иванов», где Вингер играла роль Анны.

## Личная жизнь
Говард женат на актрисе Дебре Вингер. У него два сына, Сэм Ховард (род. 1987) от предыдущего брака Карен Селларс, и Гидеон «Малыш» Ховард (род. 1997) от Вингер.

## Фильмография

### Кино
| Год  | Название                                         | Роль                                                      | Примечания                                |
| ---- | ------------------------------------------------ | --------------------------------------------------------- | ----------------------------------------- |
| 1986 | The Lightship                                    | Eddie                                                     |                                           |
| 1987 | Full Metal Jacket                                | Sergeant 'Cowboy' Evans                                   |                                           |
| 1988 | Tequila Sunrise                                  | Gregg Lindroff                                            |                                           |
| 1988 | Plain Clothes                                    | Nick Dunbar                                               | Lead role                                 |
| 1990 | Men Don’t Leave                                  | Charles Simon                                             |                                           |
| 1991 | For the Boys                                     | Dixie’s Husband Sergeant Michael Leonard                  |                                           |
| 1992 | CrissCross                                       | Joe                                                       |                                           |
| 1992 | Ruby                                             | Maxwell                                                   |                                           |
| 1993 | Wilder Napalm                                    | Wilder Foudroyant                                         |                                           |
| 1993 | The Sandlot                                      | Older Scotty Smalls                                       | Uncredited                                |
| 1994 | Natural Born Killers                             | Owen Traft, Mickey & Mallory’s Guardian Angel / The Demon | Uncredited                                |
| 1995 | To Wong Foo, Thanks for Everything! Julie Newmar | Virgil                                                    |                                           |
| 1995 | Wet                                              | Bruce Lomann                                              | Short film                                |
| 1996 | Johns                                            | John Cardoza                                              |                                           |
| 1996 | Tales of Erotica                                 | Bruce Lomann                                              | Re-release of «Wet» as a segment          |
| 1997 | Amistad                                          | John C. Calhoun                                           |                                           |
| 1997 | The Lost World: Jurassic Park                    | Peter Ludlow                                              |                                           |
| 1998 | The Lesser Evil                                  | Ivan Williams                                             |                                           |
| 1999 | A Map of the World                               | Paul Reverdy                                              |                                           |
| 2001 | Big Bad Love                                     | Barlow                                                    | also director and writer                  |
| 2004 | Dandelion                                        | Luke Mullich                                              |                                           |
| 2004 | Birth                                            | Bob                                                       |                                           |
| 2006 | Weapons                                          | Mikey’s Uncle                                             |                                           |
| 2007 | Awake                                            | Dr. Jonathan Neyer                                        |                                           |
| 2009 | The Time Traveler’s Wife                         | Richard DeTamble                                          |                                           |
| 2011 | Moneyball                                        | John Henry                                                |                                           |
| 2015 | Защитник                                         | д-р Джозеф Марун                                          |                                           |
| 2017 | The Boy Downstairs                               | Diana’s Father                                            |                                           |
| 2020 | Манк                                             | Луис Барт Майер                                           |                                           |
| 2023 | Убийца                                           | Клиент                                                    |                                           |
| TBD  | With/In                                          |                                                           | Post-production; Also director and writer |

### Телевидение
| Год       | Название                          | Роль                 | Примечания          |
| --------- | --------------------------------- | -------------------- | ------------------- |
| 1983      | AfterMASH                         | Danny Madden         | Pilot episode       |
| 1983      | The Day After                     | Tom Cooper           | TV movie            |
| 1989      | I Know My First Name Is Steven    | Kenneth Parnell      | Uncredited          |
| 1987      | Hands of a Stranger               | Felix Lyttle         | TV movie            |
| 1990      | Somebody Has to Shoot the Picture | Raymond Eames        | TV movie            |
| 1992      | Till Death Us Do Part             | Vincent Bugliosi     | TV movie            |
| 1992      | Those Secrets                     | Simon                | TV movie            |
| 1995      | The Infiltrator                   | Eaton                | TV movie            |
| 1996      | The Man Who Captured Eichmann     | Peter Malkin         | TV movie            |
| 1996      | Beyond the Call                   | Keith O’Brien        | TV movie            |
| 1997      | Old Man                           | J.J. Taylor          | TV movie            |
| 1999      | You Know My Name                  | Wiley                | TV movie            |
| 2001      | The Song of the Lark              | Dr. Howard Archie    | TV movie            |
| 2003      | Word of Honor                     | J.D. Runnells        | TV movie            |
| 2005      | Dawn Anna                         |                      | TV movie; Director  |
| 2005-2007 | Medium                            | Captain Kenneth Push |                     |
| 2010      | Rubicon                           | Kale Ingram          |                     |
| 2013      | True Blood                        | Truman Burrell       | Season 6, main cast |
| 2017      | When We Rise                      | Theodore Olson       | Part IV             |
| 2020      | Manhunt: Deadly Games             | Earl Embry           | Main cast           |
| TBD       | Ways & Means                      | TBA                  | Main cast           |